# 第五十五届超级碗
第五十五届超级碗（英語：Super Bowl LV），是一场于2021年2月7日在佛罗里达州坦帕雷蒙詹姆斯體育場举行的美式橄榄球比赛，对阵双方为美国橄榄球联合会当季冠军堪薩斯城酋長和国家橄榄球联合会当季冠军坦帕湾海盗，后者以31:9的比分获胜，球队领袖四分卫汤姆·布雷迪获得超级碗最有价值球员。这届超级碗是坦帕地区第五次举办超级碗，也是雷蒙詹姆斯體育場第三次举办超级碗。受2019冠状病毒病疫情影响，该届超级碗仅开放25,000名现场观众入场观看比赛，这也令该届超级碗成为史上现场观众人数最少的超级碗。

## 外部連結
- Official website
- Official host committee website